# Zelatractodes hemichrysus
Zelatractodes hemichrysus är en tvåvingeart som beskrevs av Willi Hennig 1935. Zelatractodes hemichrysus ingår i släktet Zelatractodes och familjen skridflugor.
Artens utbredningsområde är Bolivia. Inga underarter finns listade i Catalogue of Life.